# Wilhelm von Auvergne

Opera omnia, 1674

Wilhelm von Auvergne, lat. Guillelmus Alverniensis, franz. Guillaume d’Auvergne, (* um 1180 in Aurillac; † 30. März 1249 in Paris) war scholastischer Philosoph und Theologe.
Wilhelm von Auvergne studierte an der Sorbonne in Paris und wurde nach erfolgreichem Studienabschluss dort auch mit einem Lehrauftrag für Theologie betraut. 1228 wurde Wilhelm von Auvergne zum Bischof von Paris geweiht und war als solcher ein Ratgeber des jungen Königs Ludwig IX., dem er 1244 auf dessen Krankenbett das Kreuzzugsgelübde abnahm.
Er war einer der ersten Rezipienten des aristotelischen Gesamtwerkes und versuchte eine „Synthese von neuplatonisch-augustinisch orientierter Theologie und aristotelischer Wissenschaftlichkeit.“. In seinem Anti-Rationalismus bereitet er den späteren Augustinismus vor.
In seinen Schriften „De universo“, „De anima“, „De animae immortalitate“ und „De veritate“ hält er sich an Aristoteles, die Araber und Hermes Trismegistos. Er unterscheidet in den letztgenannten Texten eine sechsfache Wahrheit, indem dieselbe
1. die Sache selbst,
2. das Gegenteil des Scheins,
3. die Unvermischtheit,
4. das Wesen,
5. das Wesen Gottes,
6. die Widerspruchslosigkeit in den Begriffen und Urteilen bezeichnet.

Auch verneinte er die Ewigkeit der Welt und suchte die Verschiedenheit der menschlichen Seele vom Leib samt deren Einfachheit und Unsterblichkeit darzutun.
Die Schrift „De anima“ gilt als erste scholastische Schrift, die erkenntnistheoretische Fragen problematisiert. An die nicht-aristotelische Philosophie des Geistes knüpft später Meister Eckhart an.

## Werke
- Ein Werkverzeichnis mit Editionen und Übersetzungen bei Rolf Schönberger et al. (Hrsg.), Repertorium edierter Texte des Mittelalters aus dem Bereich der Philosophie und angrenzender Gebiete, 4 Bd.e, Berlin 2011, S. 1642–1647.
- Opera Omnia von F. Hotot, Paris-Orléans-Paris 1674, 2 Bände (nachgedruckt bei Edition Minerva, Frankfurt/M. 1963)
  - Band 1: Digitalisat in der Google-Buchsuche
  - Band 2: Digitalisat in der Google-Buchsuche; Digitalisat, Stanford.
- Digitalisate der BSB München
- De immortalitate animae, in: Georg  Bülow, hg.: Des Dominicus Gundissalinus Schrift von der Unsterblichkeit der Seele nebst einem Anhange, enthaltend die Abhandlung des Wilhelm von Paris (Auvergne) De immortalitate animae, in: Beiträge zur Geschichte der Philosophie des Mittelalters II-3, Münster 1897, Digitalisat bei archive.org
- Postilla super epistolas et evangelia (Mora 1481). Richard Paffraet, Deventer nicht vor 1481 (Digitalisat)
- Rhetorica divina, Kilian Fischer, Freiburg im Breisgau vor 1491, Digitalisat der Universitäts- und Landesbibliothek Düsseldorf